# Trasporti in Uzbekistan
A causa dei bassi investimenti e della scarsa manutenzione, le infrastrutture di trasporto dell'Uzbekistan hanno subito un significativo declino nell'era post sovietica. Il trasporto aereo è l'unico settore ad aver beneficiato di investimenti statali nei primi anni 2000, con l'attuazione di un progetto di ammodernamento degli aeroporti. Anche la rete ferroviaria è stata successivamente oggetto di investimenti.

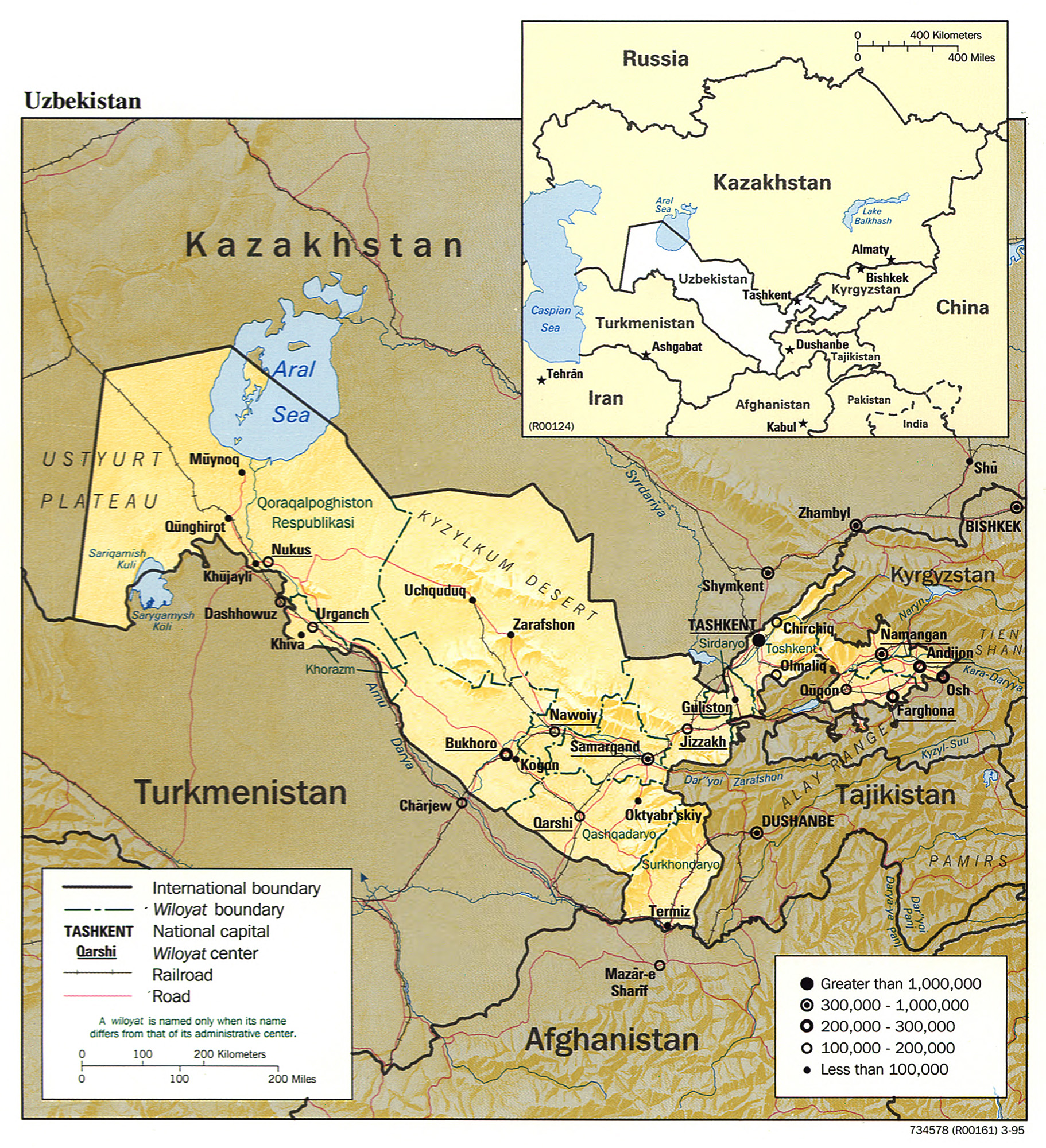
Uzbekistan: carta geopolitica con rete ferroviaria e stradale

.

## Trasporti su rotaia

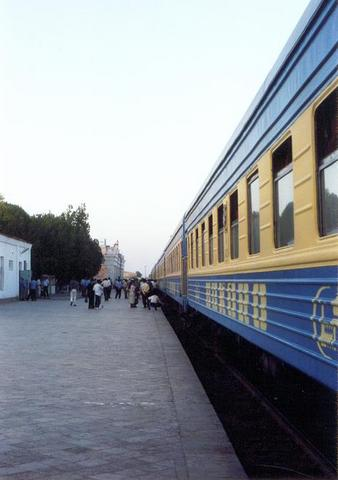
La stazione ferroviaria di Bukhara

### Rete ferroviaria
Nel 2005 l'Uzbekistan 3.950 km di linee ferroviarie, dallo scartamento russo di 1.520 mm, circa 620 dei quali elettrificati alla tensione di 25 kV, 50 Hz. La situazione è peraltro in evoluzione: il governo ha ottenuto due prestiti internazionali che saranno utilizzati per completare l'elettrificazione della direttrice nord-sud, lunga 83,5 km fra Toshkent e Termez.
Una significativa porzione della rete necessita di lavori di riparazione ed ammodernamento; la direttrice principale è la 
Ferrovia Transcaspiana che unisce Tashkent con Amu Darya. Esistono collegamenti internazionali con il Kazakistan, il Kirghizistan, il Tagikistan, l'Afghanistan e il Turkmenistan.

### Linee ad alta velocità
La cosiddetta "linea ad alta velocità Tashkent – Samarcanda", realizzata potenziando la preesistente infrastruttura, è stata inaugurata alla fine del 2011 ed è oggi percorsa da treni di costruzione europea realizzati da Talgo.
La costruzione di una nuova linea, fra Samarcanda, Bukhara e Karshi è stata annunciata nel 2011: i costi preventivati ammontano a 961 milioni di dollari, di cui 520 milioni saranno messi a disposizione dall'Uzbekistan e i restanti 441 dalla Banca Asiatica di Sviluppo e dalla Japan International Cooperation Agency.

## Trasporti su strada

### Rete stradale
Nel 2005 l'Uzbekistan aveva 84.400 chilometri di strade, circa 72.000 dei quali asfaltati. L'infrastruttura stradale risulta particolarmente degradata, soprattutto nelle aree lontane rispetto a Tashkent. Nessun progetto significativo di autostrada era in corso di elaborazione nel 2006. Nei primi anni 2000 con il supporto degli Stati Uniti furono potenziate alcune strade afferenti al porto di Termez per facilitare il movimento degli aiuti umanitari diretti verso l'Afganistan.
L'Uzbekistan è stato membro dell'United Nations' Asian Highway Network, e diverse strade statali sono individuale quali parte di tale rete.
Le targhe automobilistiche dell'Uzbekistan adottano il formato europeo di dimensione 520×110 mm e utilizzano caratteri neri su sfondo bianco.

## Trasporti urbani

### Tranvie e metropolitane
La metropolitana di Tashkent venne inaugurata nel 1977; si trattava allora dell'unica infrastruttura di questo tipo nell'Asia Centrale, fino all'apertura di quella di Almaty (Kazakistan). Sono attualmente in corso ulteriori progetti di sviluppo.
Il servizio tranviario è presente a Tashkent e dal 2017 a Samarcanda.

### Reti filoviarie

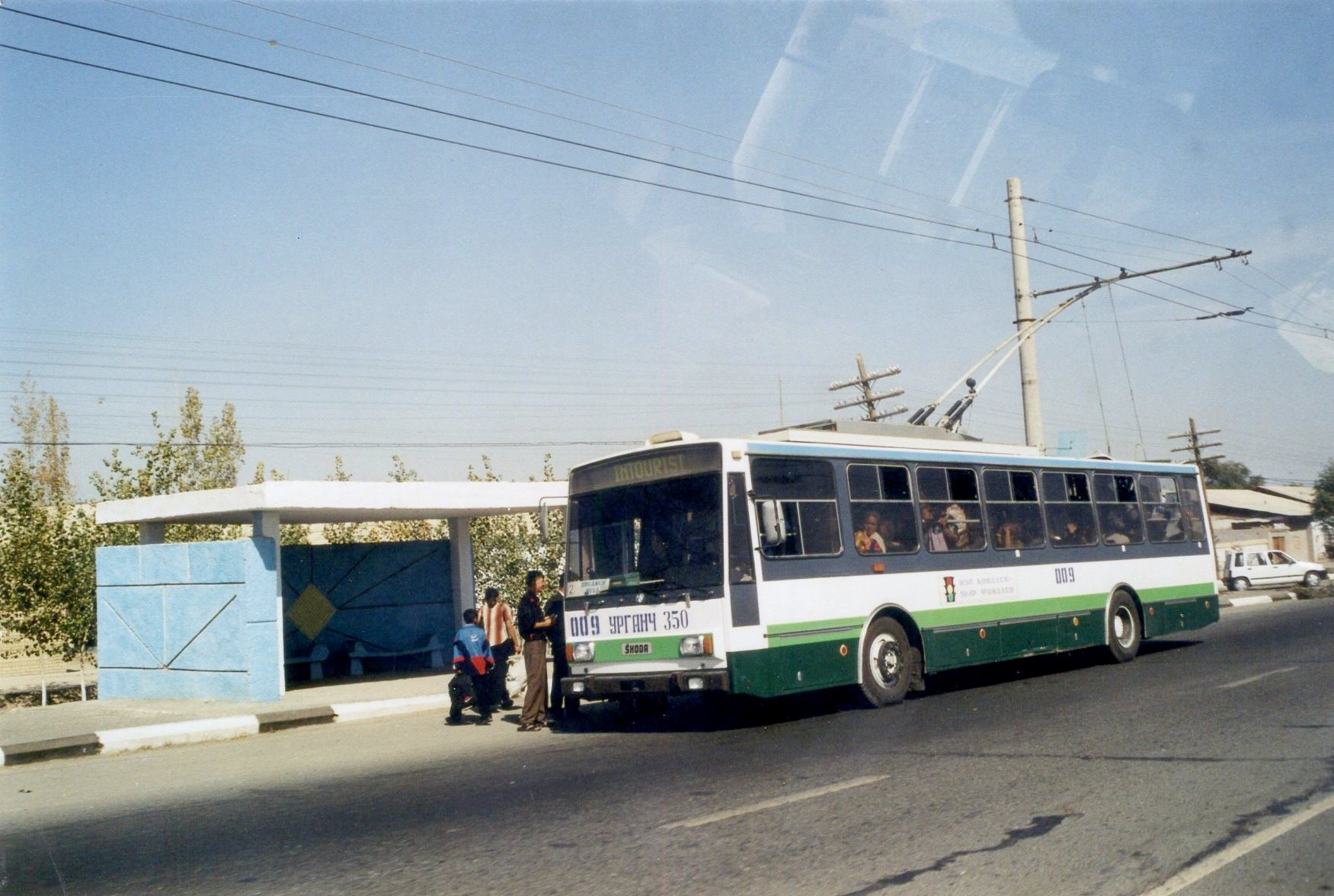
Filobus Škoda 14Tr in servizio a Urganch

I filobus sono presenti in diverse città come:
- Bukhara (dal 1987)
- Jizzax (dal 1997)
- Namangan (dal 1973)
- Olmaliq (dal 1967)
- Samarcanda (dal 1957)
- Tashkent (dal 1947).

### Autolinee
Nella capitale dell'Uzbekistan, Tashkent, ed in tutte le zone abitate sono presenti aziende pubbliche e private che gestiscono trasporti urbani, suburbani, interurbani e turistici esercitati con autobus.

## Idrovie
In quanto Paese interno, l'Uzbekistan non possiede porti marittimi. Il principale porto fluviale è quello di Termez sul fiume Amu Darya, che scambia principalmente con il vicino Afghanistan; Termez è stato un importante punto di trasbordo per gli aiuti umanitari in entrata verso quest'ultimo Paese..
L'Uzbekistan possiede 1.100 chilometri di vie d'acqua. Dalla metà degli anni novanta del XX secolo il traffico commerciale lungo l'Amu Darya si è peraltro ridotta a causa del basso livello del fiume.

## Gasdotti e oleodotti
Nel 2006 Uzbekistan aveva 9.594 chilometri di condotte per il trasporto gas naturale, 868 chilometri di oleodotti e 33 chilometri di tubature per il trasporto di prodotti di raffineria.

## Trasporti aerei

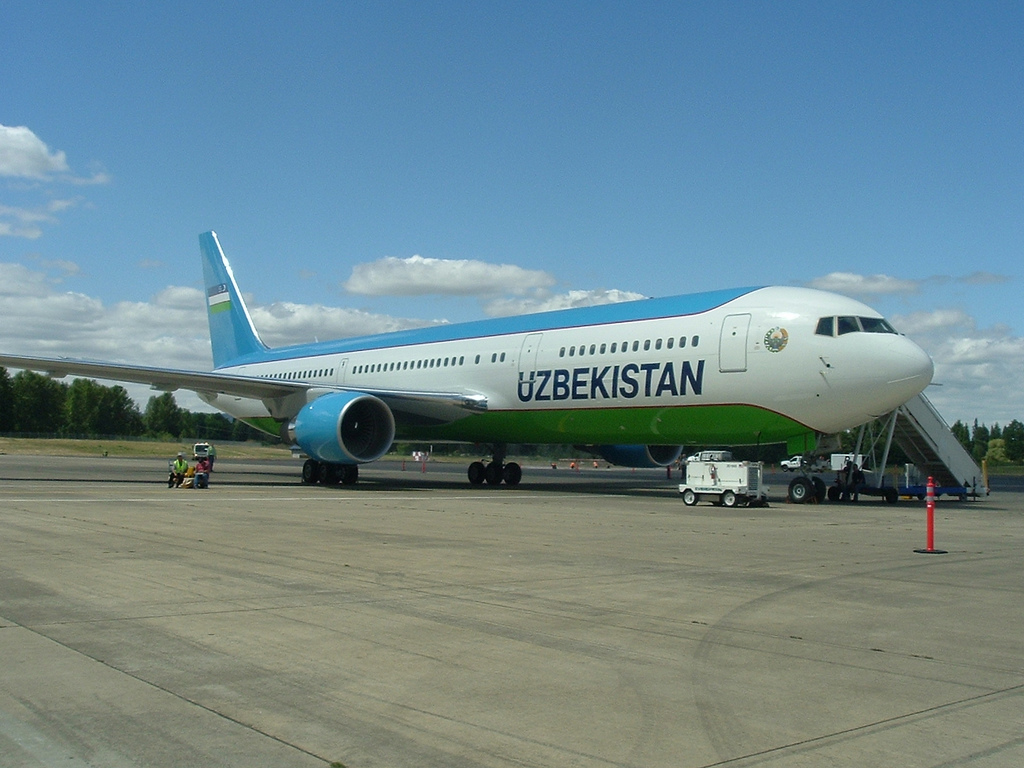
Un Boeing 767-400ER dell'Uzbekistan Airlines

Nel 2006 in Uzbekistan erano presenti 34 aeroporti con piste pavimentate, 6 delle quali con piste di lunghezza superiore a 3.000 metri. Il più grande di essi, quello di Tashkent, è servito da voli diretti con città europee e del Medio Oriente gestiti da Aeroflot, Lufthansa, e Turkish Airlines, nonché con New York e Los Angeles grazie a voli che trovano coincidenza a Mosca.
La compagnia aerea di bandiera, Uzbek Havo Yollari (Uzbekistan Airlines), offre servizi prevalentemente diretti all'interno dell'ex Unione Sovietica. La scarsità di carburante, tuttavia, costringe sovente a cancellare i voli dagli aeroporti uzbecki.